# 清水精三郎
清水 精三郎（しみず せいざぶろう、万延元年10月25日（1860年11月19日） - 昭和9年（1934年）12月5日）は、日本の外交官。駐ペルー公使。位階および勲等は従三位・勲二等。

## 経歴
武蔵国大里郡大幡村（現在の埼玉県熊谷市）に四分一啓次郎の二男として生まれ、清水賢良の養子となった。1890年（明治23年）に高等文官試験に合格し、外務省試補となった。1894年（明治27年）ホノルル領事官補。1895年香港領事官補。1896年（明治29年）香港二等領事。1897年（明治30年）バンクーバー二等領事。1902年（明治35年）待命。1903年（明治36年）シカゴ領事。1908年（明治41年）オタワ総領事。1909年（明治42年）外務書記官・外務大臣官房会計課長。1913年（大正2年）シドニー総領事。1921年（大正10年）、駐ペルー特命全権公使となり、1925年（大正14年）に退官した。1928年（昭和3年）日濠協会専務理事。1930年（昭和5年）日加協会理事。1934年（昭和9年）勲二等瑞宝章。